# Liste der Sozialreportagen, Milieustudien, Feldforschungsstudien und Milieuromane
Die Liste der Sozialreportagen, Milieustudien, Feldforschungsstudien und Milieuromane beinhaltet in Buchform veröffentlichte Sozialreportagen, Milieustudien, Feldforschungsstudien und realistische literarische Werke, die eine bestimmte Personengruppe beschreiben. Die angeführten Bücher beschreiben dabei Personengruppen und Milieus, die der jeweilige Autor selbst genau kennengelernt hat, also mittels teilnehmender Beobachtung.
| Autor                                                  | Titel | Genre                               | Erschein- ungsjahr | Ort der Beobachtung                          | Jahr der Beobachtung    | Thema                                                                          |
| ------------------------------------------------------ | --- | ----------------------------------- | ------------------ | -------------------------------------------- | ----------------------- | ------------------------------------------------------------------------------ |
| Alexis de Tocqueville                                  | Über die Demokratie in Amerika | Soziologie, Reportage               | 1835/1940          | Vereinigte Staaten von Amerika               | 1831                    | Demokratie                                                                     |
| Friedrich Engels                                       | Die Lage der arbeitenden Klasse in England | Soziologie, Reportage               | 1845               | Großbritannien                               | 1842–1844               | Arbeiterklasse                                                                 |
| Frank Hamilton Cushing                                 | My Adventures in Zuni | Soziologie, Reportage               | 1883–1884          | New Mexico                                   | 1879–1884               | Indianer des Volkes der Zuñi                                                   |
| Franz Boas                                             | The Central Eskimo | Soziologie                          | 1888               | Baffininsel (Kanada)                         | 19. Jahrhundert         | Eskimos                                                                        |
| Franz Boas                                             | The Social Organization and the Secret Societies of the Kwakiutl Indians                                                                             | Soziologie                          | 1897               | Vancouver Island (Kanada)                    | 19. Jahrhundert         | Indianer                                                                       |
| Max Winter                                             | Zwischen Iser und Neisse. Bilder aus der Glaskleinindustrie Nordböhmens                                                                              | Reportage                           | 1900               | Böhmen                                       | 1900                    | Fabriken                                                                       |
| Bronislaw Malinowski                                   | Argonauten des westlichen Pazifik. Ein Bericht über Unternehmungen und Abenteuer der Eingeborenen in den Inselwelten von Melanesisch-Neuguinea       | Soziologie                          | 1922               | Trobriand-Inseln (Papua-Neuguinea)           | 1914–1918               | Indigene Völker                                                                |
| Margaret Mead                                          | Kindheit und Jugend in Neuguinea | Soziologie                          | 1930               | Papua-Neuguinea                              | 1920er                  | Indigene Völker                                                                |
| Nels Anderson                                          | The Hobo. The Sociology of the Homeless Man |                                     | 1923               | USA                                          | 1910er bis 1923         | Wanderarbeiter, umherreisende Obdachlose                                       |
| Marie Jahoda, Paul Felix Lazarsfeld, Hans Zeisel u. a. | Die Arbeitslosen von Marienthal. Ein soziographischer Versuch über die Wirkungen langandauernder Arbeitslosigkeit                                    | Soziologie                          | 1933               | Marienthal (Österreich)                      | 1931–1933               | Arbeitslose                                                                    |
| George Orwell                                          | Erledigt in Paris und London | Reportage                           | 1933               | Paris, London                                | 1927–1931               | Arme, Bettler und Obdachlose                                                   |
| George Orwell                                          | Der Weg nach Wigan Pier | Reportage                           | 1937               | Nordengland                                  | 1936                    | Arbeiterklasse                                                                 |
| Arthur Koestler                                        | Ein Spanisches Testament | Reportage                           | 1937               | Spanien                                      | 1936–1937               | Spanischer Bürgerkrieg                                                         |
| George Orwell                                          | Mein Katalonien | Reportage                           | 1938               | Spanien                                      | 1936–1937               | Spanischer Bürgerkrieg, Frente Popular                                         |
| William Foote Whyte                                    | Die Street Corner Society. Die Sozialstruktur eines Italienerviertels                                                                                | Soziologie                          | 1943               | Boston                                       | 1937–1940               | Italienerviertel in den USA                                                    |
| Margarete Buber-Neumann                                | Als Gefangene bei Stalin und Hitler | Reportage                           | 1949               | Moskau, Qaraghandy (Kasachstan), Ravensbrück | 1937–1945               | Russisches Gefängnis, Gulag, KZ Ravensbrück                                    |
| Claude Lévi-Strauss                                    | Traurige Tropen | Soziologie, Reportage               | 1955               | Brasilien                                    | 1935–1939               | Indigene Völker                                                                |
| Ernesto Che Guevara                                    | Kubanisches Tagebuch | Reportage                           | 1963               | Kuba                                         | 1956–1958               | Guerillasoldaten                                                               |
| Ernesto Che Guevara                                    | Der afrikanische Traum. Das wiedergefundene Tagebuch vom revolutionären Kampf im Kongo                                                               | Reportage                           | 1965               | Demokratische Republik Kongo                 | 1965                    | Guerillasoldaten                                                               |
| Günter Wallraff                                        | Wir brauchen dich. Als Arbeiter in deutschen Industriebetrieben                                                                                      | Reportage                           | 1966               | Deutschland                                  | 1963–1965               | Industriearbeiter                                                              |
| Ernesto Che Guevara                                    | Bolivianisches Tagebuch | Reportage                           | 1968               | Bolivien                                     | 1966–1967               | Guerillasoldaten                                                               |
| Günter Wallraff                                        | 13 unerwünschte Reportagen | Reportage                           | 1969               | Deutschland                                  | 1960er Jahre            | u. a.: Alkoholiker in einer psychiatrischen Klinik, Obdachlose, Studenten      |
| Franz Innerhofer                                       | Schöne Tage | Literatur                           | 1974               | Oberpinzgau                                  | 1950er und 1960er Jahre | Bergbauern                                                                     |
| Günter Wallraff                                        | Ihr da oben, wir da unten | Reportage                           | 1975               | Köln                                         | 1970er Jahre            | von kleinen Angestellten bis zu den Direktoren der Gerling-Versicherungsgruppe |
| Gernot Wolfgruber                                      | Auf freiem Fuß | Literatur                           | 1975               | Österreich                                   | 1960er, 1970er Jahre    | Lehrlinge, Arbeitermilieu                                                      |
| Gernot Wolfgruber                                      | Herrenjahre | Literatur                           | 1976               | Österreich                                   | 1960er, 1970er Jahre    | Arbeiter                                                                       |
| Günter Wallraff                                        | Der Aufmacher. Der Mann, der bei „Bild“ Hans Esser war                                                                                               | Reportage                           | 1977               | Hannover                                     | 1977                    | Journalisten                                                                   |
| Hans Dieter Baroth                                     | Aber es waren schöne Zeiten | Literatur                           | 1978               | Ruhrgebiet                                   | 1940er und 1950er Jahre | Bergarbeitermilieu                                                             |
| Hans-Peter Martin                                      | Nachtschicht. Eine Betriebsreportage | Reportage                           | 1979               | Dornbirn                                     | 1970er Jahre            | Arbeiter in der Textilfabrik F. M. Hämmerle                                    |
| Hans Dieter Baroth                                     | Streuselkuchen in Ickern | Literatur                           | 1980               | Castrop-Rauxel (Ruhrgebiet)                  | 1950er bis 1970er Jahre | Bergarbeitermilieu                                                             |
| Irina Liebmann                                         | Berliner Mietshaus. Begegnungen und Gespräche | Literatur                           | 1980–82            | Ostberlin                                    | 1980er Jahre            | Dokumentarisch-Biografisches über ein Ostberliner Mietshaus                    |
| Roland Girtler                                         | Der Adler und die drei Punkte. Die gescheiterte kriminelle Karriere des Ganoven Pepi Taschner                                                        | Soziologie                          | 1983               | Wien                                         | 1980er Jahre            | Kriminalität, verbotenes Glücksspiel, Prostitution                             |
| Günter Wallraff                                        | Ganz unten | Reportage                           | 1985               | Deutschland                                  | 1983–1985               | Türkische Gastarbeiter                                                         |
| Roland Girtler                                         | Der Strich. Soziologie eines Milieus | Soziologie                          | 1985               | Wien                                         | 1980er Jahre            | Prostituierte, Zuhälter, Freier                                                |
| Roland Girtler                                         | Die feinen Leute | Soziologie                          | 1989               | Österreich                                   | 1980er Jahre            | Adelige, Manager, hohe Beamte usw.                                             |
| Bill Buford                                            | Geil auf Gewalt – Unter Hooligans | Reportage                           | 1990               | Vereinigtes Königreich                       | 1983–1990               | Hooligans                                                                      |
| Konrad Hofer                                           | Würdelos. Erfahrungen eines Leiharbeiters | Soziologie                          | 1991               | Wien                                         | 1987–1989               | Leiharbeiter                                                                   |
| Konrad Hofer                                           | Arbeitsstrich. Unter polnischen Schwarzarbeitern | Soziologie                          | 1992               | Wien, Niederösterreich                       | 1990–1991               | Arbeitsstrich und Schwarzarbeit                                                |
| Robert Geher                                           | Wiener Blut oder Die Ehre der Strizzis. Eine Geschichte der Wiener Unterwelt nach 1945                                                               | Soziologie                          | 1993               | Wien                                         | 1990er                  | Kriminelle, Zuhälter, Prostituierte                                            |
| Konrad Hofer                                           | Ausgeliefert. Zum Berufsalltag von Lkw- und Busfahrern                                                                                               | Soziologie                          | 1994               | Wien, Europa                                 | 1990er Jahre            | LKW-Fahrer                                                                     |
| Roland Girtler                                         | Randkulturen. Theorie der Unanständigkeit | Soziologie                          | 1995               | Österreich                                   | 1990er Jahre            | Prostituierte, Obdachlose, Ganoven                                             |
| Roland Girtler                                         | Wilderer. Soziale Rebellen in den Bergen | Soziologie                          | 1998               | Österreich                                   | 1990er Jahre            | Wilderer                                                                       |
| Sudhir Venkatesh                                       | American Project. The Rise and Fall of a Modern Ghetto                                                                                               | Soziologie                          | 2000               | Chicago                                      | 1990er Jahre            | Unterschicht                                                                   |
| Martin Auer                                            | Hurentaxi. Aus dem Leben der Callgirls | Reportage                           | 2006               | Wien                                         | 2000er Jahre            | Callgirls                                                                      |
| Roberto Saviano                                        | Gomorra | Literatur, Reportage                | 2006               | Neapel                                       | 2000er Jahre            | Die Camorra                                                                    |
| Sudhir Alladi Venkatesh                                | Off the Books. The Underground Economy of the Urban Poor. Deutsch: Underground Economy. Was Gangs und Unternehmen gemeinsam haben                    | Soziologie                          | 2006               | Chicago                                      | 1989–1996               | Schwarzes Subproletariat / Amerikanisches Ghetto                               |
| Roland Girtler                                         | Herrschaften wünschen zahlen. Die bunte Welt der Kellnerinnen und Kellner                                                                            | Soziologie                          | 2008               | Österreich                                   | 2000er Jahre            | Kellner, Gastwirte                                                             |
| Florence Aubenas                                       | Putze. Mein Leben im Dreck | Reportage                           | 2010               | Caen                                         | 2000er Jahre            | Putzfrauen, Arbeitslose                                                        |
| Alice Goffman                                          | On the Run. Fugitive Life in an American City | Soziologie, Politische Wissenschaft | 2014               | Chicago                                      | 2000/2010er Jahre       | Unterschicht / Amerikanisches Ghetto                                           |
| Arlie Russell Hochschild                               | Strangers in Their Own Land: Anger and Mourning on the American Right. Deutsch: Fremd in ihrem Land. Eine Reise ins Herz der amerikanischen Rechten. | Soziologie                          | 2016               | Louisiana                                    | 2010er Jahre            | Rechtspopulismus, Trump-Wähler*innen                                           |